# 奥斯卡·德拉奥亚

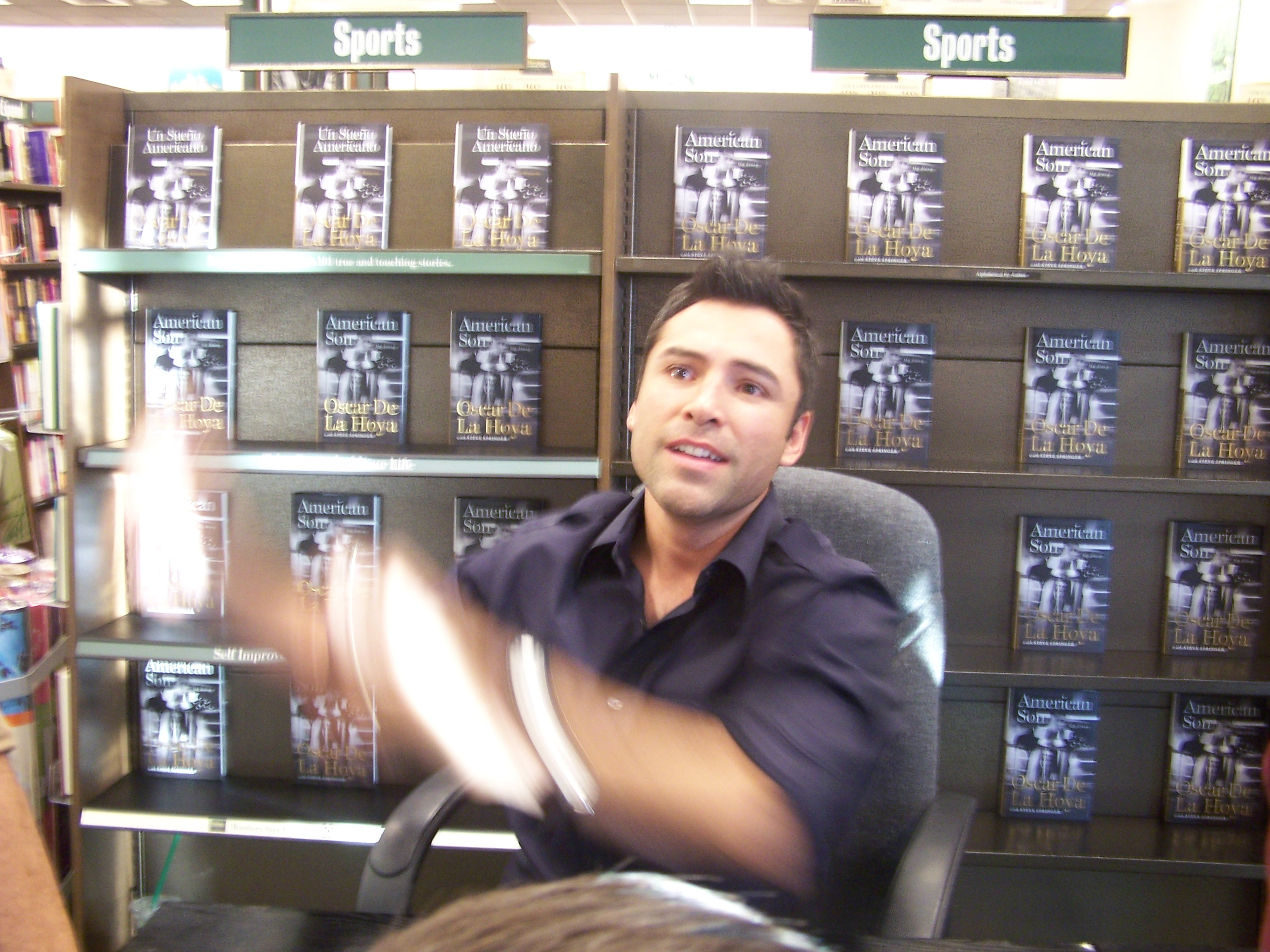
2008年

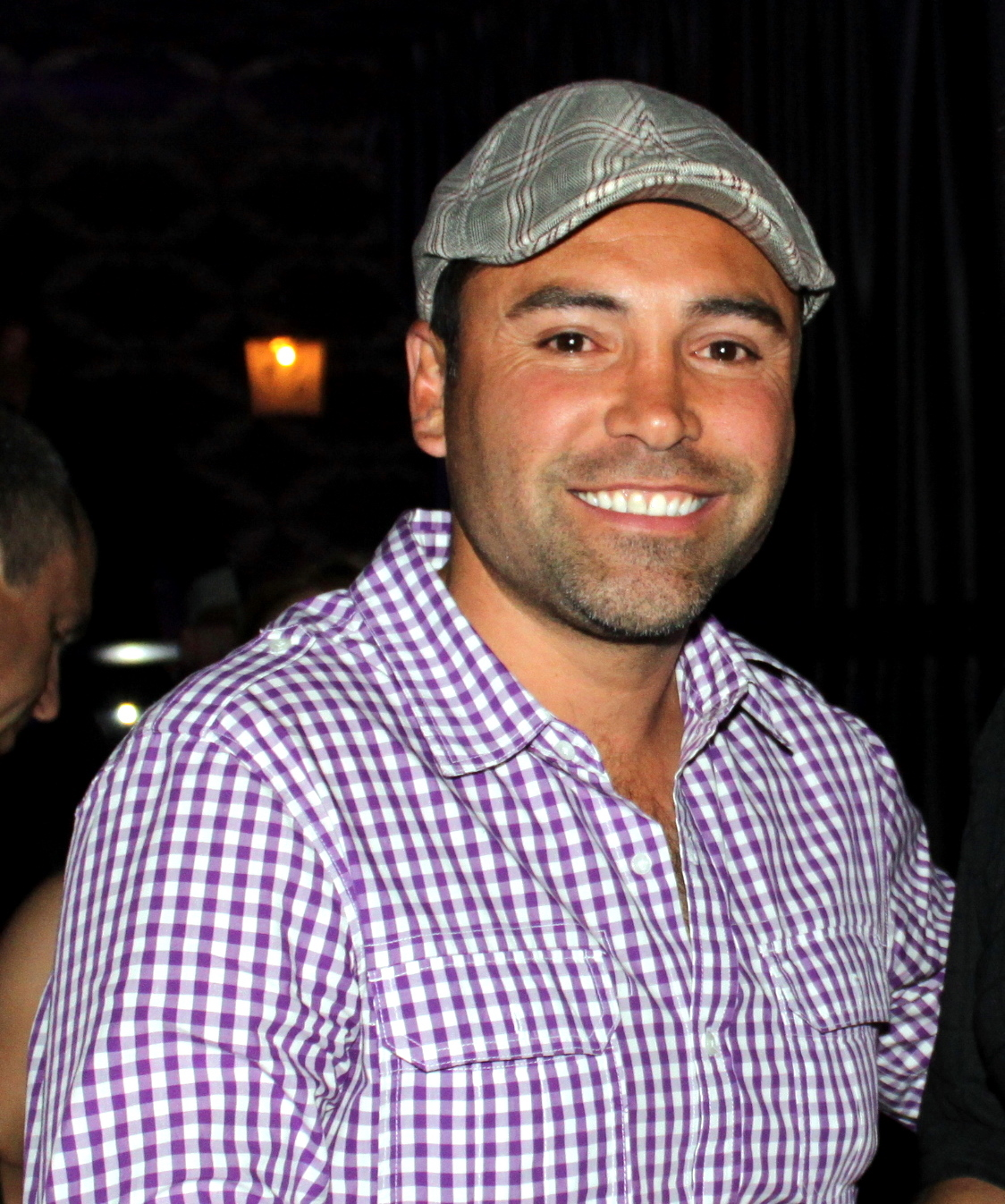
2010年

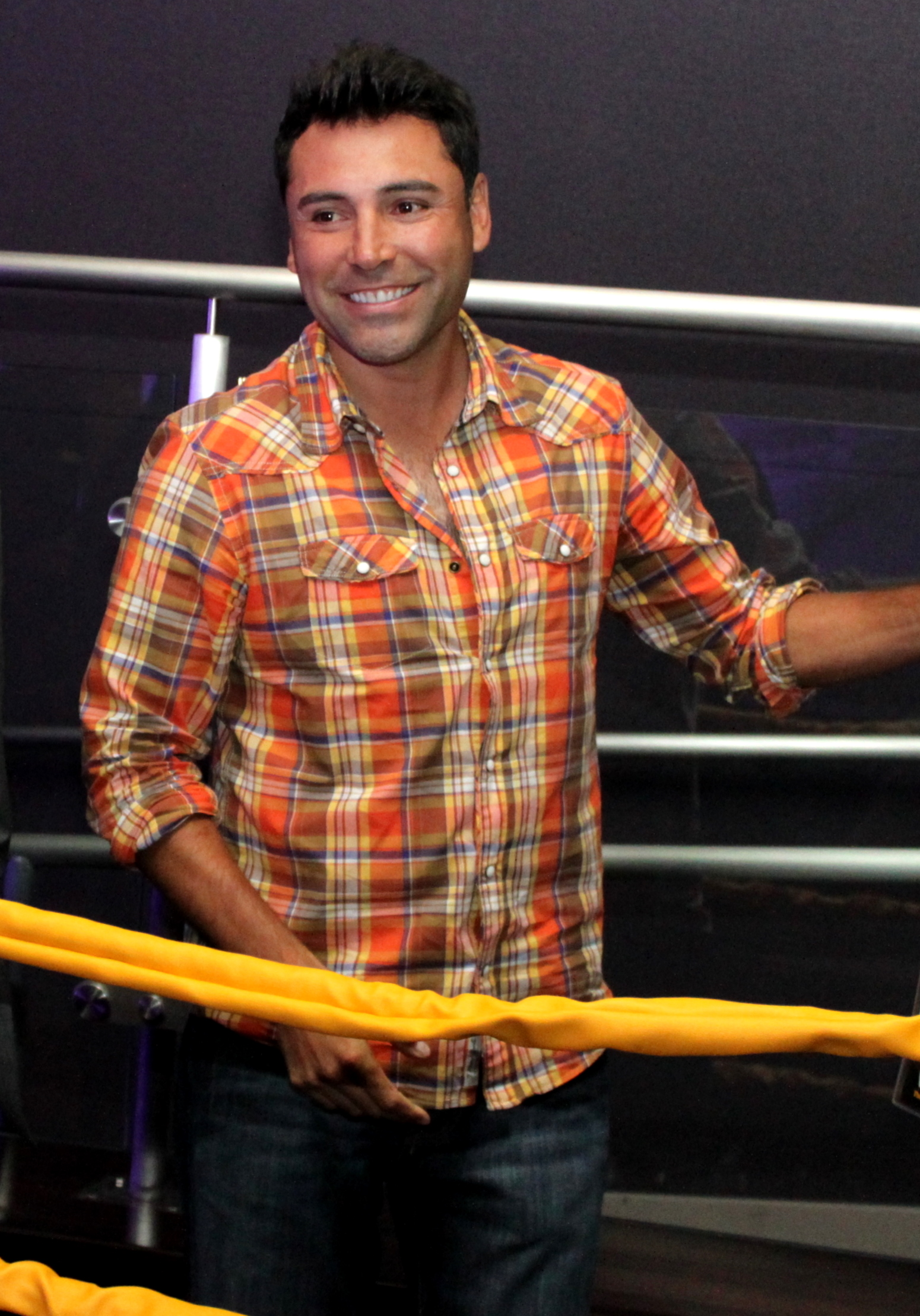
2010年

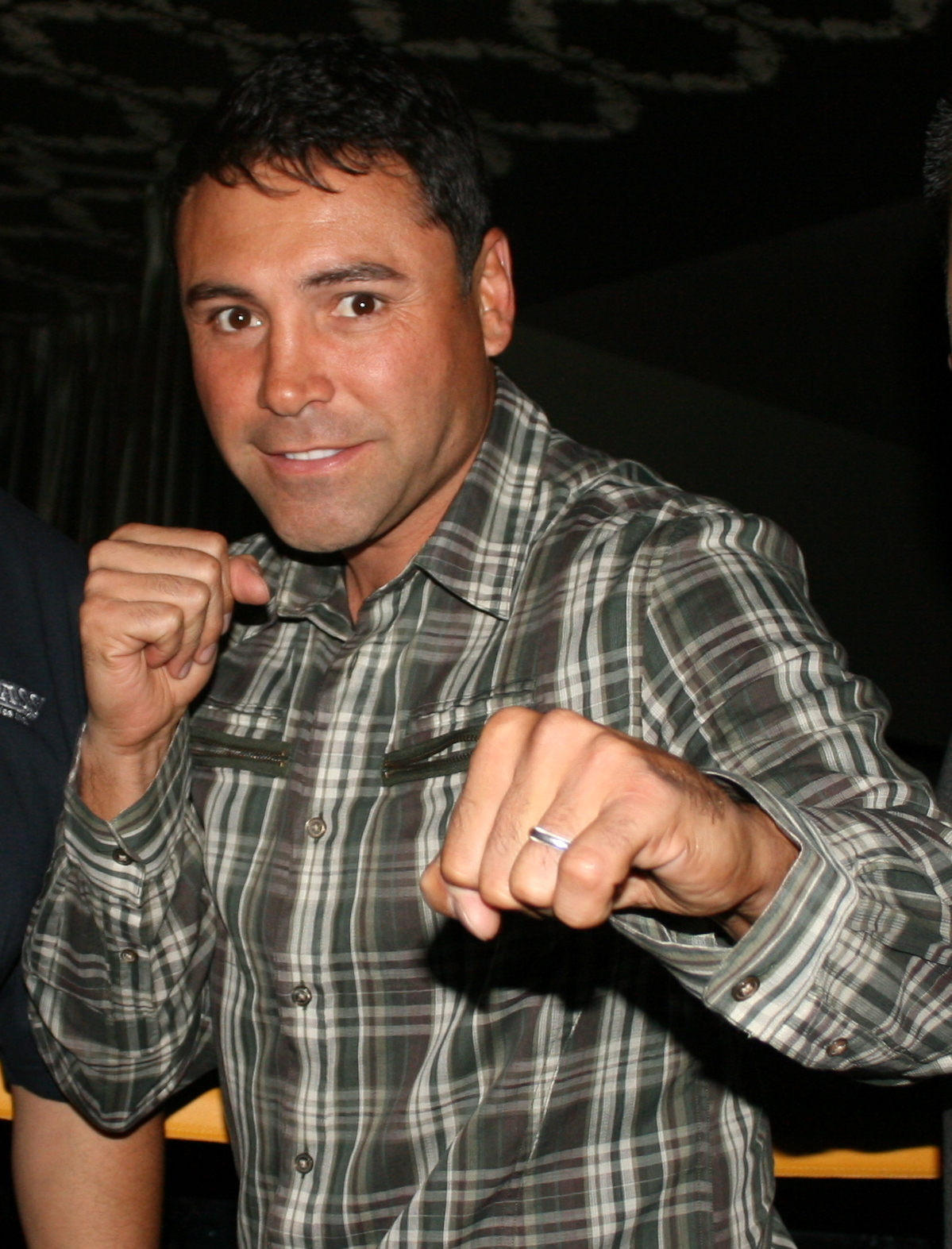
2011年

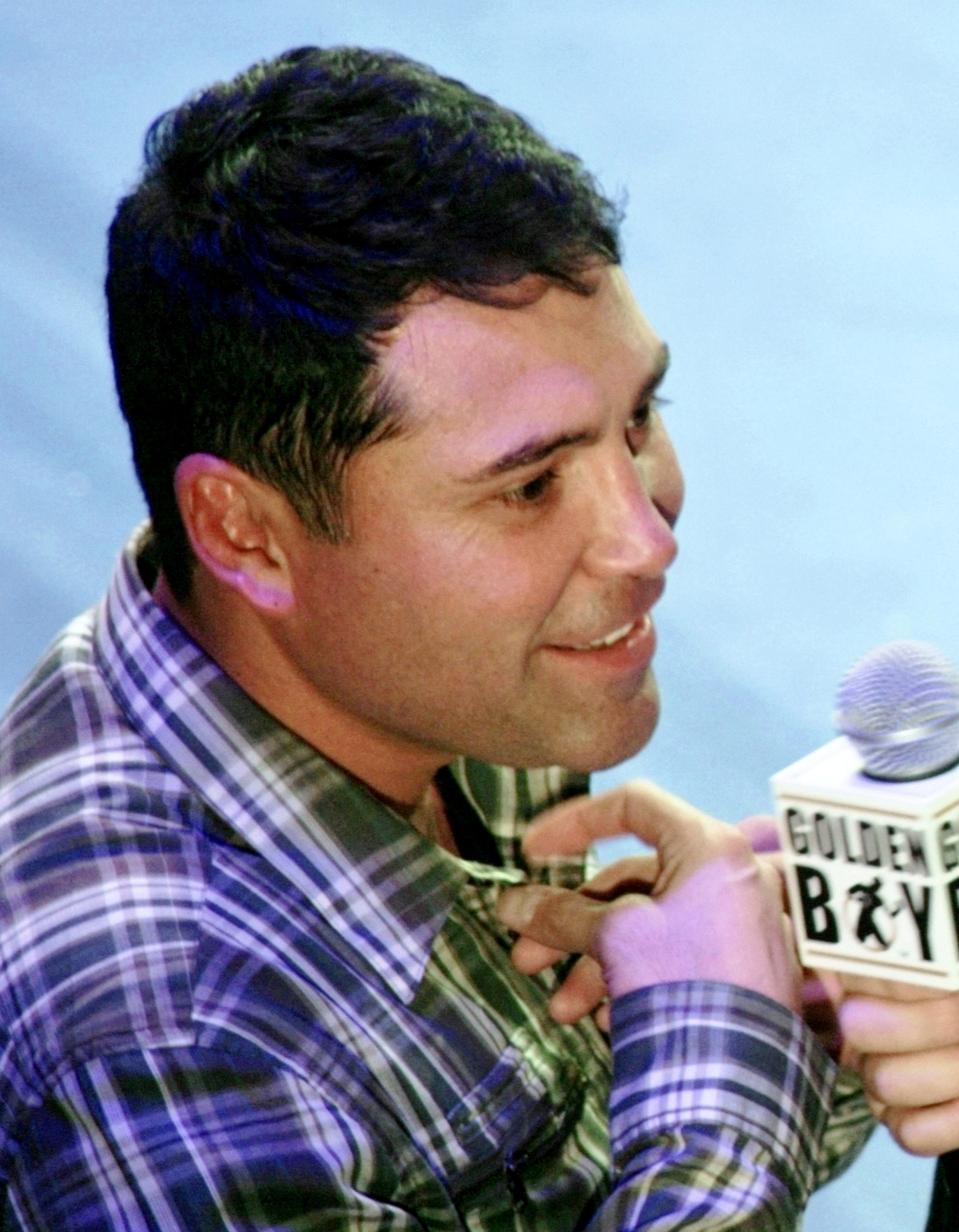
2011年

奥斯卡·德拉奥亚（西班牙語：Oscar De La Hoya，1973年2月4日—），前世界拳王，有“金童”（The Golden Boy）之称。他拥有美国与墨西哥双重国籍。
霍亚出生于美国加州的一个拳击世家。早年作为业余拳手，他曾夺得过1992年奥运会轻量级金牌。同年进入职业拳坛。他在职业生涯中，总共拥有过超羽量级、轻量级、轻沉量级、沉量级、轻中量级与中量级六个级别的拳王金腰带，其中包括三个级别的正统拳王头衔。
霍亚于2009年以39胜6负、30次击倒对手的战绩退役。2014年，他入选了国际拳击名人堂。